# Seliza vidua
Seliza vidua är en insektsart som först beskrevs av Stsl 1854.  Seliza vidua ingår i släktet Seliza och familjen Flatidae. Inga underarter finns listade i Catalogue of Life.